# Shirvan (regione)

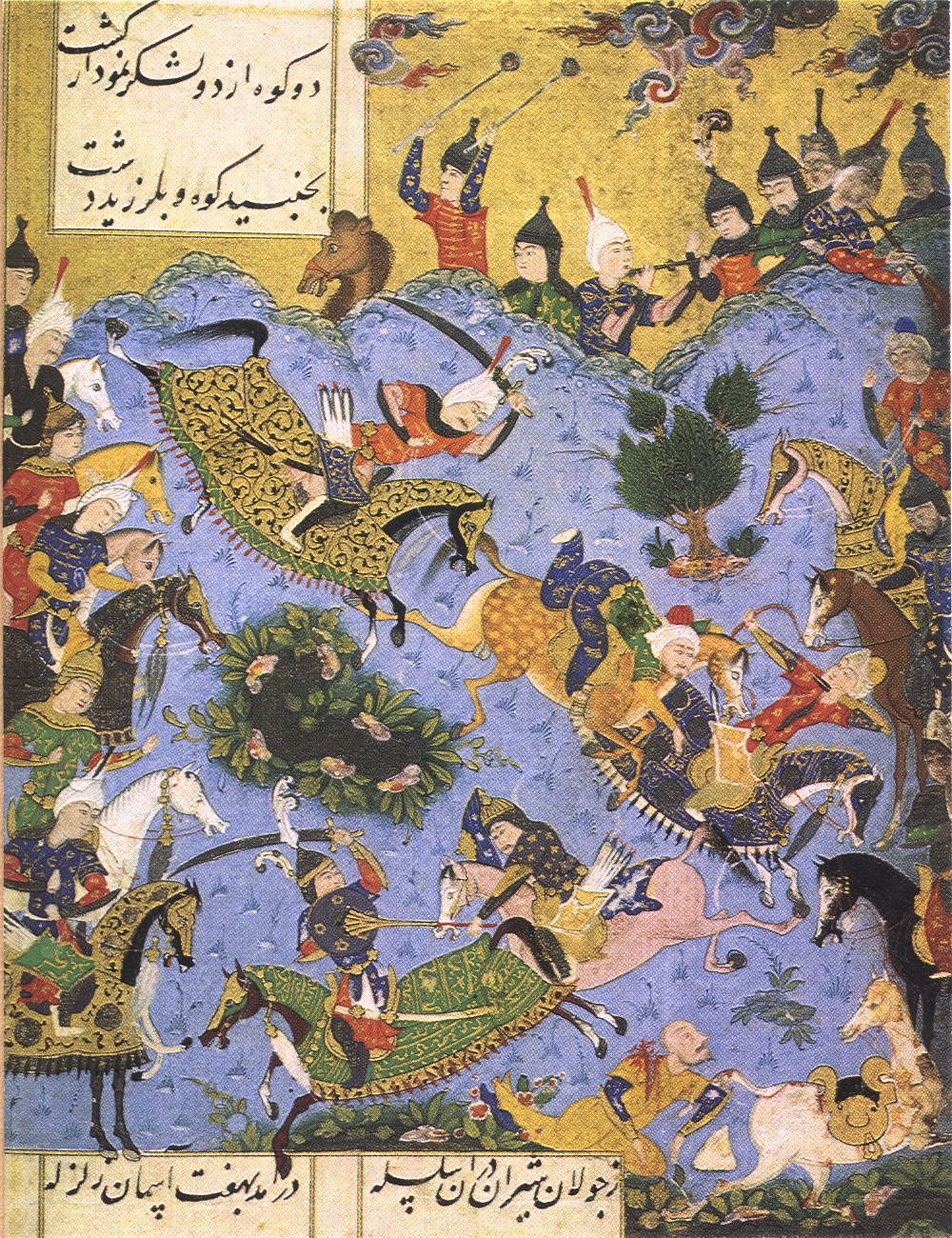
La battaglia tra il giovane Ismail e Shah Farrukh Yassar di Shirvan.

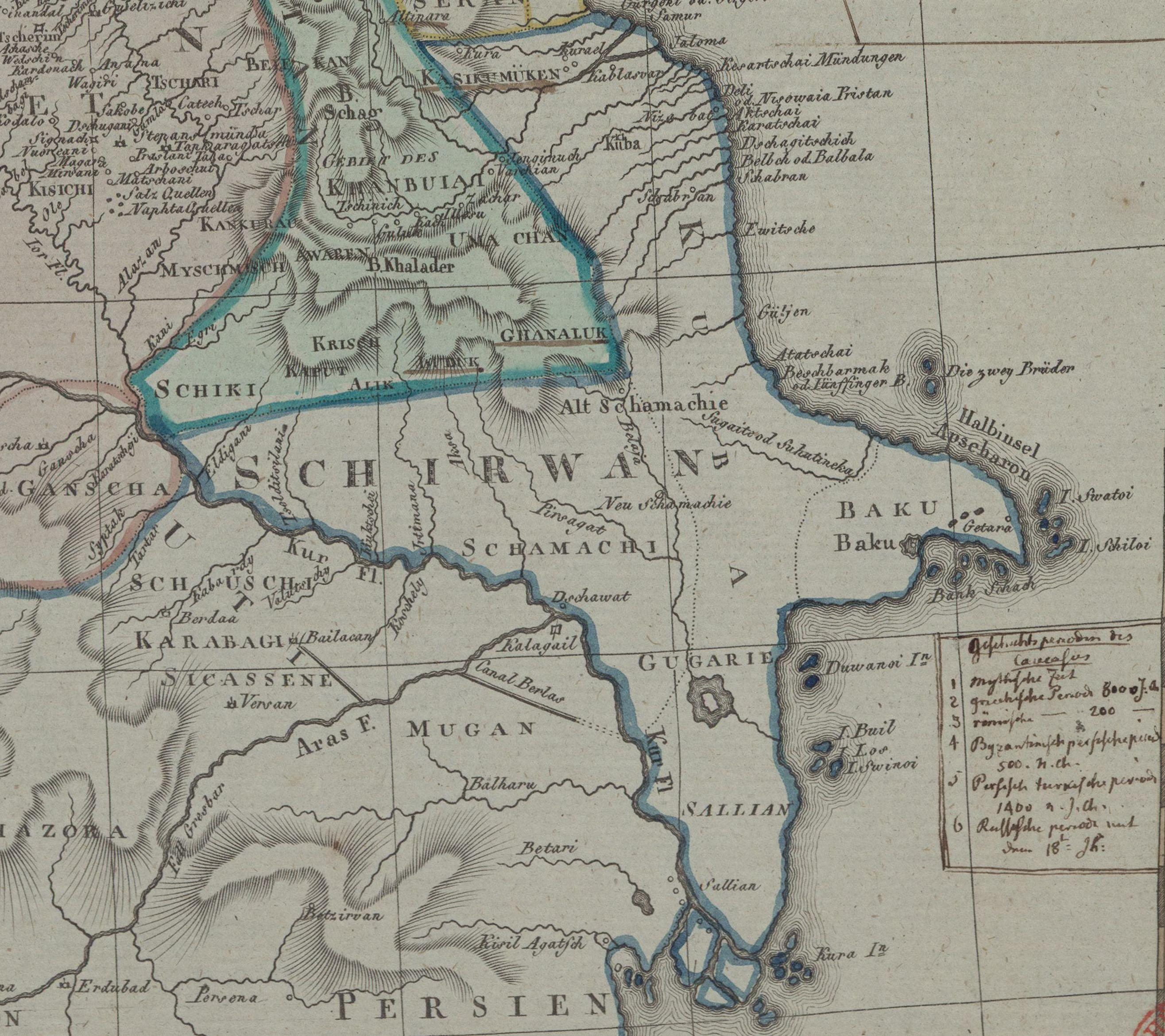
Shirvan dalla mappa del Caucaso di Johann Christoph Matthias Reinecke, 1804

Lo Shirvan (in persiano شیروان‎; in azero Şirvan; in tat: Şirvan) è una regione storica nel Caucaso orientale, conosciuta sia in epoca sasanide pre-islamica che in epoca islamica. Oggi la regione è una parte sviluppata sia dal punto di vista industriale che agricolo della Repubblica dell'Azerbaigian e si estende tra le sponde occidentali del Mar Caspio e il fiume Kura, con al centro la pianura di Shirvan.

## Storia

### Etimologia
L'iranista Vladimir Minorskij ritiene che nomi come Sharvān (Shirwān), Lāyzān e Baylaqān siano nomi iraniani delle lingue iraniche della costa del Mar Caspio.
Sul toponimo della regione esistono diverse interpretazioni:
- Shirvan o Sharvan sono forme corrotte della parola "Shahrbān" (in persiano شهربان‎ ) che significa "il governatore". La parola "Shahrban" era utilizzata sin dalla dinastia achemenide come "Xshathrapawn" (satrapo) per riferirsi a diversi Stati del regno.
- Shervan in persiano significa "cipresso" (lo stesso di 'sarv' nel medio persiano e nel nuovo persiano, così come in arabo).[6] Esso viene utilizzato anche come nome maschile.
- È collegato popolarmente ad Anushirvan, il re sasanide.[6]

Tuttavia, l'iranista Said Nafisi sottolinea che, secondo le poesie di Khaqani, il quale contrappone la sua città natale a kheyrvān (in persiano خیروان‎ ), la pronuncia originale e corretta del nome era Sharvān. Pertanto tutte le etimologie che collegano questo toponimo a sher/shir (leone in persiano) o Anushiravan sono molto probabilmente etimologie popolari e non basate su fatti storici. La forma Shervān o Shirvān risale ai secoli successivi. Secondo l'Encyclopaedia of Islam lo Shirwan propriamente detto comprendeva le propaggini più orientali della catena del Caucaso e le terre che degradavano da queste montagne fino alle rive del fiume Kor. I suoi governanti tuttavia si sforzarono continuamente di controllare anche le sponde occidentali del Mar Caspio da Quba (l'odierna città di Quba) nel distretto di Maskat a nord, fino a Baku a sud. A nord di tutte queste terre si trovava Bab al-Abwab o Derbend, e ad ovest, oltre l'attuale Goychay, la regione di Shaki. In epoca islamica medievale, e apparentemente anche in quella sasanide pre-islamica, lo Shirwan comprendeva il distretto di Layzan, che probabilmente corrispondeva all'attuale Lahidj, spesso governato come feudo separato da un ramo collaterale degli yazidi Shirwan Shah.

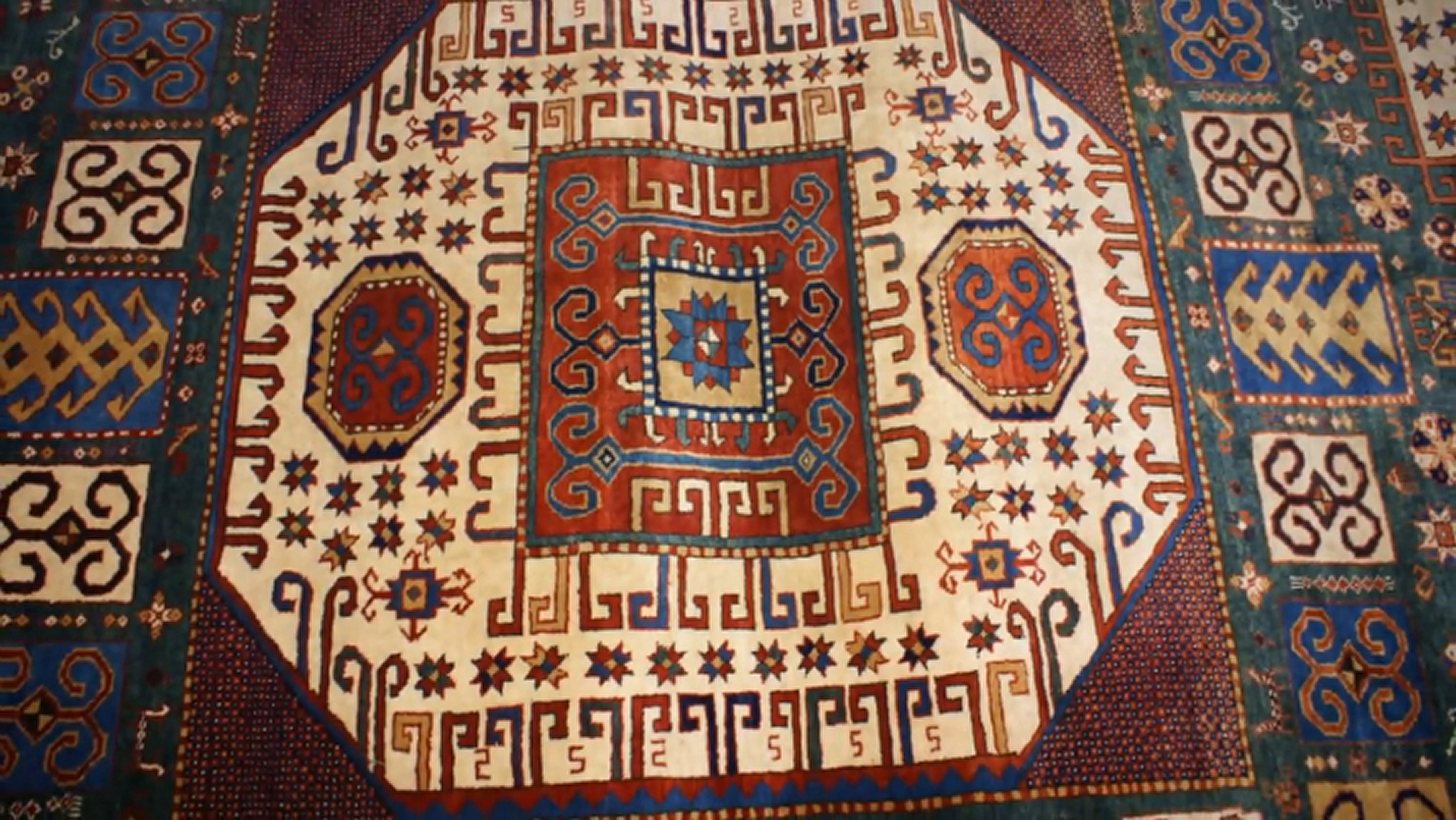
Tappeto a pelo tradizionale di Shirvan

Lo storico e scrittore locale del XIX secolo Abbasqulu Bakıxanov descrive la regione come segue:

### Shirvanshah

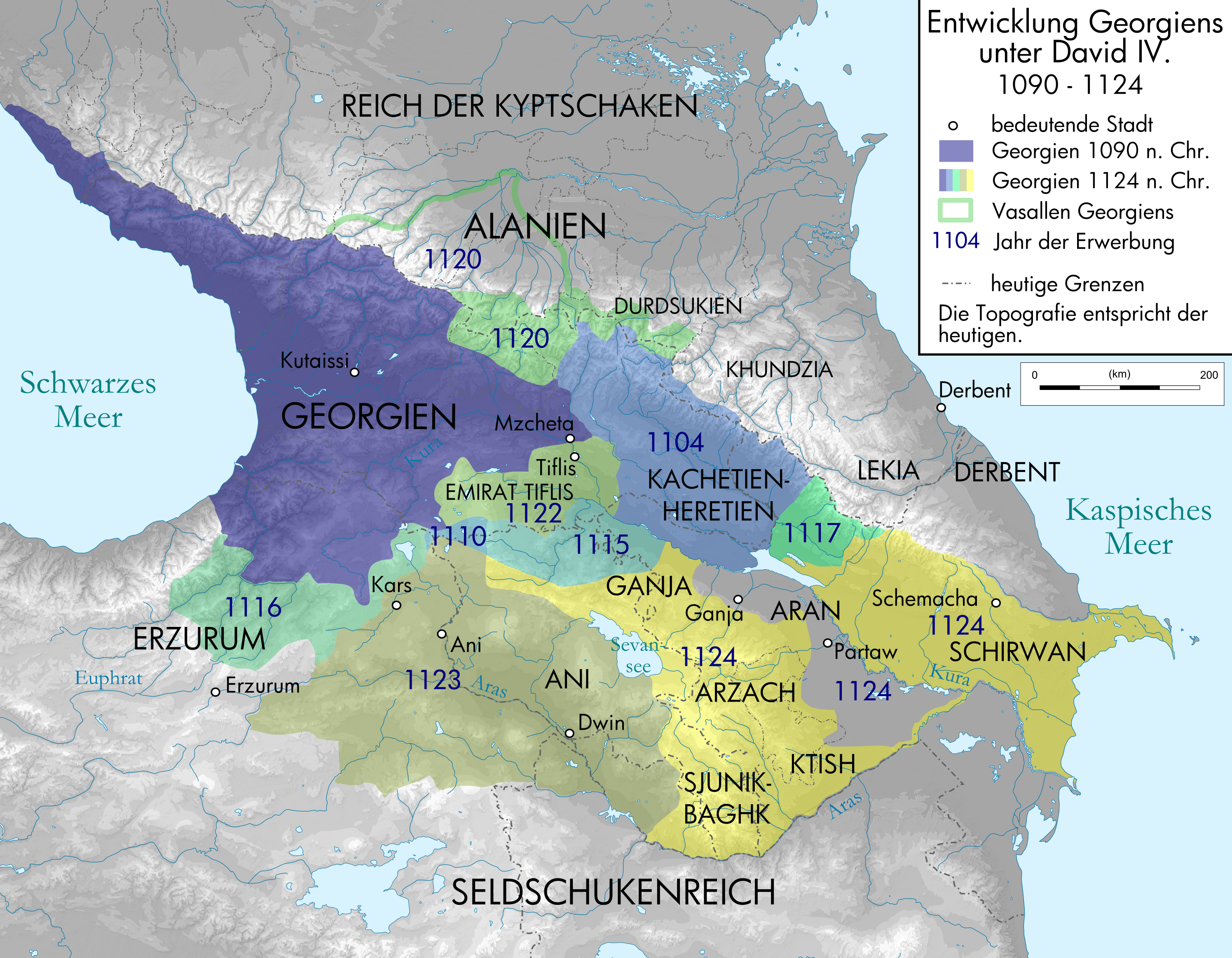
Mappa che mostra òp Shirvan intorno al 1100

Shirvanshah, scritto anche come Shīrwān Shāh o Sharwān Shāh, era il titolo in epoca islamica medievale di una dinastia persianizzata di origine araba. Essa governò l'area in modo indipendente o come vassalla di imperi più grandi dall'809 d.C. fino al 1607 d.C., quando si stabilì saldamente il dominio safavide.

### Epoca safavide, afsharide e qajar
Quando la dinastia Shirvanshah terminò con lo Shah safavideTahmasp I, lo Shirwan formò una provincia dei Safavidi che venne in via generale governata da un Khan, spesso chiamato Beylerbey. Lo Shirvan fu preso dagli Ottomani nel 1578 ma il dominio safavide fu ripristinato nel 1607. Nel 1722, durante la guerra russo-persiana (1722-1723), il Khan di Quba, Husayn Ali, si sottomise a Pietro il Grande e accettò di essere il suo dignitario. Il Trattato di San Pietroburgo (1723) obbligò il re iraniano a riconoscere l'annessione russa. Con il trattato tra l'Impero russo e quello ottomano del 1724, la costa del territorio di Baku, che era occupata dai russi, fu separata dal resto dello Shirvan, che fu lasciato agli ottomani. Fu solo con la vittoria di Nader Shah che sconfisse gli Ottomani nel 1735, che i russi cedettero le terre costiere e le altre aree del Caucaso settentrionale e meridionale conquistate nel 1722-1723 dall'Iran safavide in conformità ai trattati di Resht e Ganja. L'area divenne quindi parte dell'Impero afsharide, con il quale fu ripristinato il dominio iraniano che sarebbe durato un secolo.

### Dall'Iran Qajar alla RSS dell'Azerbaigian

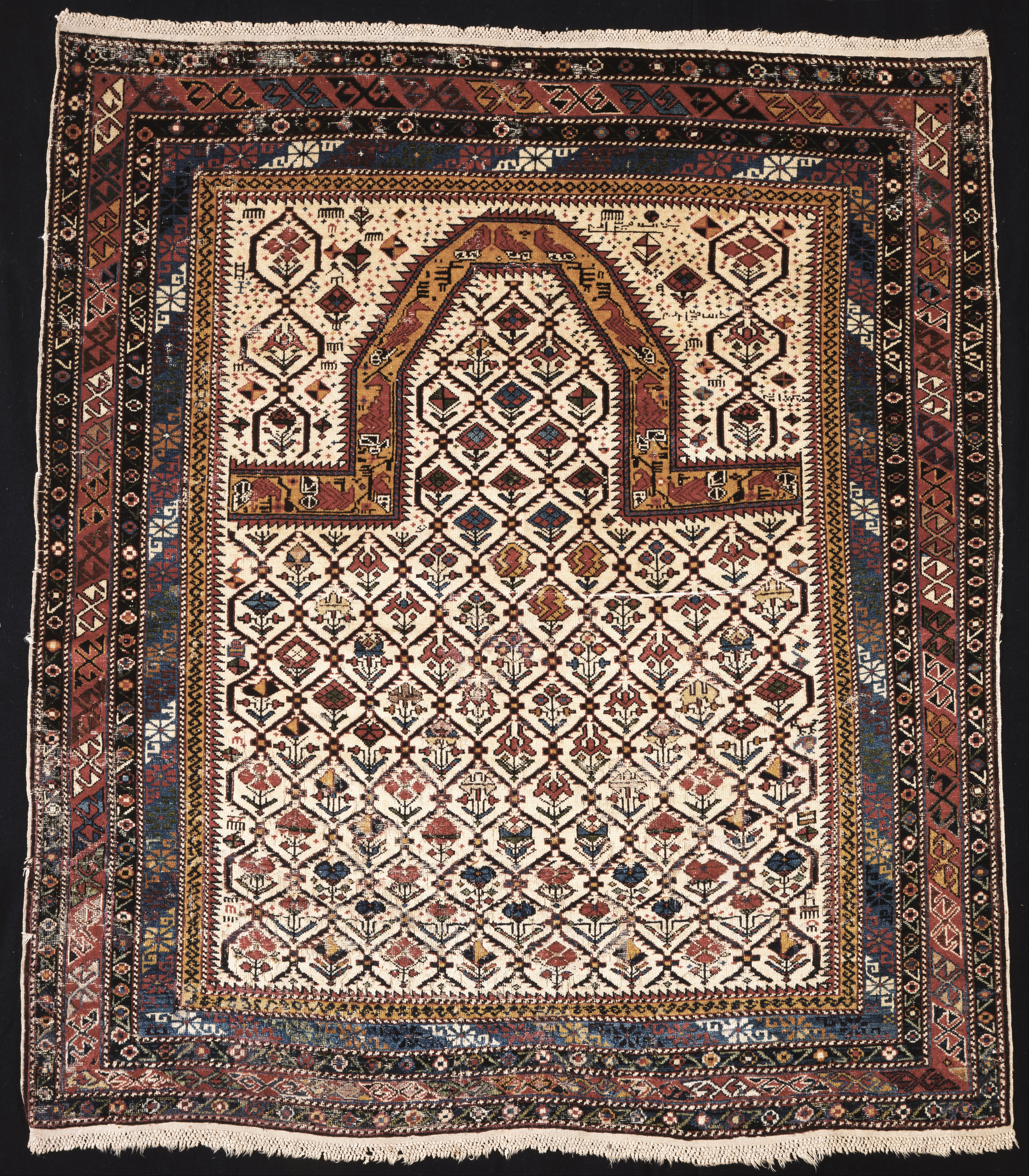
Tappeto Shirvan del XIX secolo. Museo Poldi Pezzoli, Milano, Italia.

Quando i Qajar riuscirono a restaurare l'unità della Persia, i figli del Khan non furono più in grado di mantenere la loro indipendenza come gli altri capi caucasici e dovettero scegliere tra la Russia e la Persia. Il Khan di Shirwan, Mustafa, che aveva già avviato trattative con Zubov, si sottomise nel 1805 ai russi, che occuparono le città persiane di Derbend e Baku l'anno successivo (1806) durante la guerra russo-persiana (1804-1813), ma subito dopo fece aperture ai persiani e cercò il loro aiuto. Con il Trattato di Golestan (12/24 ottobre 1813) dopo la fine della guerra del 1804-1813, la Persia fu costretta a cedere i suoi territori e le sue regioni che comprendevano Darband, Quba, Shirwan e Baku, rinunciando anche a tutte le pretese su tali territori. Tuttavia, Mustafa continuò ad avere rapporti segreti con la Persia. Fu solo nel 1820 che il suo territorio fu occupato dalle truppe russe; il Khan fuggì in Persia e Shemakha fu incorporata definitivamente nel territorio russo . La rabbia iraniana, insoddisfatta per la perdita di intere aree dei suoi territori nel Caucaso settentrionale e meridionale, scatenò successivamente la guerra russo-persiana (1826-1828), che provocò un'altra sconfitta dell'Iran, nonché la cessione dei suoi ultimi territori rimasti nel Caucaso. Il Caucaso comprende l'attuale Armenia e le parti meridionali dell'attuale Repubblica dell'Azerbaigian. Il Trattato di Turkmenchay del 1828 ratificò ufficialmente la cessione forzata di questi territori iraniani alla Russia imperiale, mentre avrebbe segnato anche la fine ufficiale di millenni di egemonia, dominio e influenza iraniani intrecciati sulla regione del Caucaso, Shirvan compreso.

## Persone e cultura

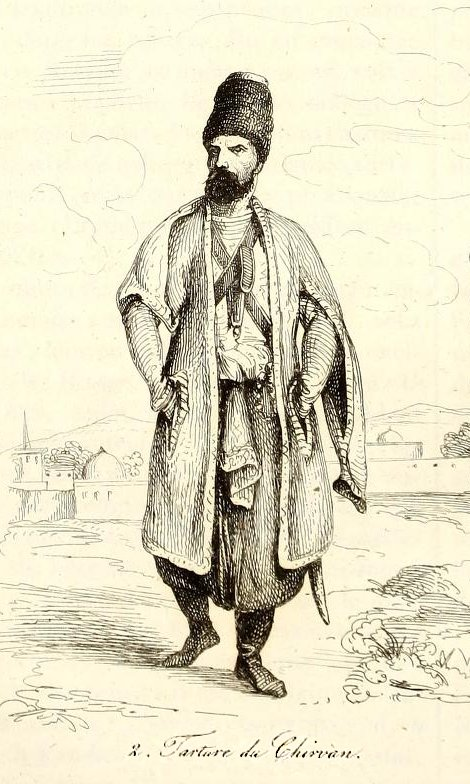
Tataro (ossia azero) di Shirvan.Incisione dal libro di Jean Baptiste Benoît Eyriès. Voyage pittoresque en Asie et en Afrique: résumé général des voyages anciens et modernes... T. I, 1839

Il termine Shirvani/Shirvanli è ancora in uso in Azerbaigian per designare il popolo della regione di Shirvan, come avveniva storicamente. Nei tempi antichi, la maggior parte della popolazione di Shirvan era composta da gruppi di lingua caucasica. Successivamente si verificò l'iranizzazione di questa popolazione nativa e la successiva turchizzazione a partire dall'epoca selgiuchide. La maggior parte della popolazione è costituita oggi da azeri di lingua turca, sebbene vi siano anche minoranze più piccole di lingua caucasica e di lingua iraniana.

### Popolazione caucasica
La popolazione originaria era paleocaucasica e parlava lingue caucasiche, come gli albanesi caucasici. Nella regione si parlano oggi ancora altre lingue caucasiche daghestane come l'udi, il lesgo e l'avaro.

### Influenza e popolazione iraniana
La penetrazione iraniana iniziò fin dall'epoca achemenide e continuò in epoca partica. Tuttavia fu durante l'epoca sasanide che l'influenza iraniana aumentò realmente nella regione con la fondazione di colonie persiane. Secondo Vladimir Minorsky:
Lo storico arabo Abu al-Hasan 'Ali al-Mas'udi (896–956) afferma la presenza persiana ad Aran, Bayleqan, Darband, Shabaran, Masqat e Jorjan. A partire dal IX secolo, la popolazione urbana di Shirwan parlava sempre più il persiano, mentre la popolazione rurale sembrava aver mantenuto per lo più le antiche lingue caucasiche. Fino al XIV secolo, c'era ancora un gran numero di tati (che affermano di essere discendenti dei coloni persiani dell'era sasanide), ma in ragione della loro cultura e religione simili con gli azeri di lingua turca, questa popolazione fu parzialmente assimilata.

### Turchizzazione della regione
La penetrazione turca nella regione iniziò nell'era cazara, ma non sussistono riferimenti univoci agli insediamenti. La turchizzazione della regione iniziò in epoca selgiuchide, anche se l'area mantenne parallelamente la sua cultura persiana sotto gli Shirvanshah persianizzati fino all'era safavide. Dall'era safavide in poi, la turchizzazione della regione subì un'accelerazione con una nuova ondata di insediamenti turcomanni.